# Józef Gryglewicz
Józef Gryglewicz (ur. 10 maja 1908 w Zarszynie, zm. 26 czerwca 1978) – major nawigator Polskich Sił Powietrznych w Wielkiej Brytanii.

## Życiorys
Józef Gryglewicz urodził się 10 maja 1908 roku w Zarszynie, w ówczesnym Królestwie Galicji i Lodomerii, w rodzinie Jana, kolejarza, i Katarzyny z domu Scheller. Ukończył Szkołę Powszechną imienia Romualda Traugutta w Jaśle, a w 1928 roku Państwowe Gimnazjum imienia Króla Stanisława Leszczyńskiego w tym samym mieście. W latach 1928–1931 był słuchaczem Szkoły Podchorążych Piechoty w Ostrowi Mazowieckiej. 15 sierpnia 1931 roku Prezydent RP Ignacy Mościcki mianował go podporucznikiem ze starszeństwem z dniem 15 sierpnia 1931 roku i 289. lokatą w korpusie oficerów piechoty, a Minister Spraw Wojskowych marszałek Polski Józef Piłsudski przydzielił do 55 pułku piechoty w Lesznie i wyznaczył z dniem 1 września 1931 roku na stanowisko dowódcy plutonu. W 1933 roku został słuchaczem kursu obserwatorów w Szkole Podchorążych Lotnictwa w Dęblinie. 22 lutego 1934 roku awansował na porucznika ze starszeństwem z dniem 1 stycznia 1934 roku i 341. lokatą w korpusie oficerów piechoty. W tym samym roku, po ukończeniu kursu, został przeniesiony do 3 pułku lotniczego w Poznaniu i przydzielony do 34 eskadry liniowej. W marcu 1939 pełnił służbę w batalionie szkolnym lotnictwa w Świeciu na stanowisku instruktora kursu rusznikarzy nadterminowych.
W 1939 roku wziął udział w kampanii wrześniowej. Po jej zakończeniu przedostał się przez Węgry, do Francji. Po klęsce Francji z grupą lotników polskich znalazł się w Wielkiej Brytanii. Przydzielony został do 300 dywizjonu bombowego Ziemi Mazowieckiej stacjonującego w Stacji RAF Bramcote, w ramach którego ukończył pierwszą turę lotów operacyjnych. Został przydzielony do jednostki szkolnej. Na własną prośbę przeniesiono go do polskiej eskadry specjalnego przeznaczenia – eskadry „C” brytyjskiego 138 dywizjonu RAF. Wykonywał loty do Polski z lotniska Tempsford w Anglii. 4 listopada 1943 roku eskadra, w której służył została wydzielona oraz przemianowana na 1586 Eskadrę Specjalnego Przeznaczenia. Po reorganizacji przeniesiono ją do Włoch, początkowo na lotnisko Sidi Amor w rejonie Tunisu, następnie od 19 grudnia 1943  na dawne lotnisko Reggia Aeronautica w Campo Casale nieopodal Brindisi. Tam został oficerem łącznikowym eskadry z Oddziałem VI (Specjalnym) Sztabu Naczelnego Wodza. 
Z bazy pod Brindisi wykonywał loty do Polski ze zrzutami dla Armii Krajowej, w tym również dla powstańców Warszawy. Jako pilot nawigator wyznaczał trasy lotów, z których jedna przebiegała nad jego rodzinnym miastem Jasłem. 9 kwietnia 1944 roku wziął udział w zrzucie nad lasem pomiędzy Warzycami i Sieklówką dla jasielskich oddziałów Armii Krajowej. Zrzut ten, pomimo wielkiego ryzyka ze względu na bliskość oddziałów niemieckich, powiódł się. Przejmował go między innymi podporucznik Adam Piegłowski, kolega Józefa Gryglewicza. Został awansowany do stopnia majora.
Po wojnie pozostał w Anglii. Zmarł 26 czerwca 1978; po śmierci i skremowaniu jego prochy zostały sprowadzone do Polski i złożone w grobie rodzinnym na Cmentarzu Junikowo w Poznaniu (pole 5, kwatera 4, miejsce 3).

## Ordery i odznaczenia
- Krzyż Srebrny Orderu Wojskowego Virtuti Militari nr 9428[12]
- Krzyż Walecznych czterokrotnie
- Medal Lotniczy
- Brązowy Medal za Długoletnią Służbę[13]